# Justicieae
A Justicieae az ajakosvirágúak (Lamiales) rendjében tartozó a medvekörömfélék (Acanthaceae) családjának legnépesebb nemzetségcsoportja több mint 100 nemzetséggel.

## Nemzetségek
- Afrofittonia
- Ambongia
- Ancistranthus
- Angkalanthus
- Anisacanthus
- Anisotes
- Anthacanthus
- Aphanosperma
- Ascotheca
- Asystasia
- Asystasiella
- Ballochia
- Brachystephanus
- Calycacanthus
- Carlowrightia
- Celerina
- Centrilla
- Cephalacanthus
- Chalarothyrsus
- Chamaeranthemum
- Championella
- Chileranthemum
- Chlamydocardia
- Chlamydostachya
- Chorisochora
- Clinacanthus
- Clistax
- Codonacanthus
- Conocalyx
- Cosmianthemum
- Cyclacanthus
- Cylindrosolenium
- Danguya
- Dasytropis
- Dichazothece
- Dicladanthera
- Dicliptera
- Ecbolium
- Filetia
- Fittonia
- Forcipella
- Glossochilus
- Graptophyllum
- Gypsacanthus
- Harpochilus
- Henrya
- Herpetacanthus
- Hoverdenia
- Hypoestes
- Ichtyostoma
- Isoglossa
- Isotheca
- Jadunia
- Juruasia
- Justicia
- Kalbreyeriella
- Kudoacanthus
- Linariantha
- Mackaya
- Marcania
- Megalochlamys
- Megalostoma
- Megaskepasma
- Melittacanthus
- Metarungia
- Mexacanthus
- Mirandea
- Monechma
- Monothecium
- Oplonia
- Oreacanthus
- Pachystachys
- Pelecostemon
- Peristrophe
- Phialacanthus
- Podorungia
- Poikilacanthus
- Populina
- Pranceacanthus
- Pseuderanthemum
- Pseudodicliptera
- Psilanthele
- Ptyssiglottis
- Pulchranthus
- Razisea
- Rhinacanthus
- Ritonia
- Rungia
- Ruspolia
- Ruttya
- Samuelessonia
- Sapphoa
- Schaueria
- Sebastiano-schaueria
- Spathacanthus
- Sphinctacanthus
- Stenostephanus
- Streblacanthus
- Tessmanniacanthus
- Tetramerium
- Thysanostigma
- Trichaulax
- Trichocalyx
- Xerothamnella
- Yeatesia